# Siamacarus dalgeri
Siamacarus dalgeri är en spindeldjursart som beskrevs av Philippe Leclerc 1989. Siamacarus dalgeri ingår i släktet Siamacarus och familjen Opilioacaridae. Inga underarter finns listade i Catalogue of Life.